# Alan Strickland
Alan David Strickland est un homme politique du Parti travailliste britannique qui est député de Newton Aycliffe et Spennymoor depuis 2024,.
Il étudie à l'Université d'Oxford, où il est président du syndicat étudiant.
Strickland est conseiller du quartier de Noel Park à Haringey de 2010 à 2018.